# Ten: The Hits Tour 2013
A Ten: The Hits Tour é a sexta e última turnê do grupo feminino Girls Aloud, em suporte ao álbum "Ten", segunda coletânea do grupo.

## Antecedentes
Após a Out of Control Tour, de 2009, o grupo anunciou que entraria em um hiatus de 1 ano, e voltaria com um novo álbum em 2010. Este plano não foi concretizado.
No início de 2012, rumores indicaram que o grupo se reuniria para celebrar os 10 anos de formação no outono europeu. Em Abril/Maio do mesmo ano, as garotas começaram a gravar secretamente novas músicas.
Em 16 de outubro, o grupo realizou uma coletiva de imprensa para anunciar a reunião e uma nova coletânea, Ten, para novembro, sucedida por uma turnê em 2013. 14 datas no Reino Unido e Irlanda foram anunciadas no mesmo dia.
Devido à grande demanda, foram anunciadas novas datas em Londres, Birmingham, Manchester e Glasgow em 26 de outubro. Em 28 de novembro foram anunciados shows extras em Belfast e Dublin.

## Datas
| Datas                   | Cidade     | País             | Local             |
| ----------------------- | ---------- | ---------------- | ----------------- |
| Europa                  |            |                  |                   |
| 21 de fevereiro de 2013 | Newcastle  | Inglaterra       | Metro Radio Arena |
| 22 de fevereiro de 2013 | Newcastle  | Inglaterra       | Metro Radio Arena |
| 23 de fevereiro de 2013 | Newcastle  | Inglaterra       | Metro Radio Arena |
| 25 de fevereiro de 2013 | Sheffield  | Inglaterra       | Motorpoint Arena  |
| 26 de fevereiro de 2013 | Birmingham | Inglaterra       | LG Arena          |
| 27 de fevereiro de 2013 | Birmingham | Inglaterra       | LG Arena          |
| 1 de março de 2013      | Londres    | Inglaterra       | The O2 Arena      |
| 2 de março de 2013      | Londres    | Inglaterra       | The O2 Arena      |
| 3 de março de 2013      | Londres    | Inglaterra       | The O2 Arena      |
| 5 de março de 2013      | Manchester | Inglaterra       | Manchester Arena  |
| 6 de março de 2013      | Manchester | Inglaterra       | Manchester Arena  |
| 7 de março de 2013      | Manchester | Inglaterra       | Manchester Arena  |
| 9 de março de 2013      | Glasgow    | Escócia          | SECC              |
| 10 de março de 2013     | Glasgow    | Escócia          | SECC              |
| 11 de março de 2013     | Glasgow    | Escócia          | SECC              |
| 13 de março de 2013     | Belfast    | Irlanda do Norte | Odyssey Arena     |
| 14 de março de 2013     | Belfast    | Irlanda do Norte | Odyssey Arena     |
| 16 de março de 2013     | Dublin     | Irlanda          | The O2            |
| 19 de março de 2013     | Nottingham | Inglaterra       | Capital FM Arena  |
| 20 de março de 2013     | Liverpool  | Inglaterra       | Echo Arena        |

- O concerto a 17 de março de 2013 em Dublin, Irlanda foi cancelado devido a "problemas de transporte."[7]

## Setlist
(Act 1)

Intro

Sound of the Underground

No Good Advice 

Life Got Cold 

Wake Me Up 

Jump 

(Act 2)

Models (Interlude)

The Show (Contains elements of "Models")

Love Machine 

Whole Lotta History 

Can't Speak French 

Biology 

(Act 3)

Sexy! No No No...

Untouchable 

On the Metro 

Call The Shots 

(Act 4)

Something Kinda Ooooh

Call Me Maybe (Carly Rae Jepsen cover)

Beautiful 'Cause You Love Me 

Something New

Encore:

I'll Stand By You

The Promise 